# Boštjan Antončič
Boštjan Antončič es un deportista esloveno que compitió en vela en la clase Soling.
Ganó dos medallas en el Campeonato Mundial de Soling, plata en 2005 y oro en 2008, y dos medallas en el Campeonato Europeo de Soling, plata en 2004 y oro en 2007.

## Palmarés internacional
| Campeonato Mundial | Campeonato Mundial   | Campeonato Mundial | Campeonato Mundial |
| Año                | Lugar                | Medalla            | Clase              |
| ------------------ | -------------------- | ------------------ | ------------------ |
| 2005               | Castiglione (Italia) | Medalla de plata   | Soling             |
| 2008               | Scarlino (Italia)    | Medalla de oro     | Soling             |
| Campeonato Europeo |                      |                    |                    |
| Año                | Lugar                | Medalla            | Clase              |
| 2004               | Tønsberg (Noruega)   | Medalla de plata   | Soling             |
| 2007               | Arendal (Noruega)    | Medalla de oro     | Soling             |